# Murat Akça
Murat Akça (* 13. Juli 1990 in Stuttgart) ist ein türkischer Fußballspieler
.

## Karriere
Murat Akça kam in Stuttgart als Sohn türkischer Gastarbeiter zur Welt. Bereits in Kindesalter zog er mit seiner Familie in die Türkei. Hier begann mit elf Jahren für die Jugend von Galatasaray Istanbul zu spielen. 2004 erhielt er mit vierzehn Jahren von seinem Verein einen Profi-Vertrag, spielte aber vier Spielzeiten ausschließlich für die Jugend- und dann später für die zweite Auswahl. 2008/09 bekam er die Möglichkeit neben seiner Tätigkeit bei der zweiten Auswahl auch bei der Profi-Mannschaft zu trainieren. In einigen Profi-Spielen wurde er sogar als Reservespieler in den Mannschaftskader übernommen. So kam er in einem Pokalspiel zu seinem ersten Einsatz für das Profi-Team. In der neuen Saison spielte er wieder ausschließlich für die zweite Auswahl.
Zur Saison 2010/11 holte Galatasaray von Süper-Lig-Absteiger Denizlispor den Abwehrspieler Çağlar Birinci. Für diesen Wechsel wurden neben einer Ablösesumme Serdar Eylik für eine Spielzeit ausgeliehen und Murat Akça samt Ablöse abgegeben.
Bei Denizlispor wurde er vor Saisonbeginn vom Trainer für das Profi-Team als noch nicht reif genug befunden. Um ihm Spielpraxis zu ermöglichen, wurde er zwei Spielzeiten lang an den Drittligisten Adana Demirspor ausgeliehen. Dort wurde er auf Anhieb Stammspieler.
Zum Ende der Saison lief sein Vertrag mit Denizlispor aus, so wechselte Akça ablösefrei zum Erstligisten Sivasspor. Hier wurde er regelmäßig eingesetzt und spielte bei mehreren Partien durchgängig 90 Minuten. Zum Frühjahr 2014 wechselte er innerhalb der Süper Lig zu Kardemir Karabükspor.
Zur Saison 2016/17 wechselte er zum Zweitligisten Yeni Malatyaspor.

### Nationalmannschaft
Murat Akça durchlief über die Jahre türkische U-15, Türkei U-16, Türkei U-17, Türkei U-18, Türkei U-19 und U-21 Juniorennationalmannschaften. 2009 nahm er mit der türkischen U-19 an der U-19-Fußball-Europameisterschaft 2009 teil. Hier schied man bereits in der Gruppenphase aus dem Turnier aus.

## Erfolge
Mit Kardemir Karabükspor
- Vizemeister der TFF 1. Lig und Aufstieg in die Süper Lig: 2015/16

Mit Yeni Malatyaspor
- Vizemeister der TFF 1. Lig und Aufstieg in die Süper Lig: 2016/17